# The Goddess of Lost Lake
The Goddess of Lost Lake er en amerikansk stumfilm fra 1918 af Wallace Worsley.

## Medvirkende
- Louise Glaum som Mary Thorne
- Lawson Butt som Mark Hamilton
- Hayward Mack som Chester Martin
- Joseph J. Dowling som Marshall Thorne
- Frank Lanning som Eagle